# Blumengarten
Blumengarten (Utenwarf) är en blomstermålning från 1917 av Emil Nolde. Den inköptes 1967 av Moderna museet i Stockholm från Ketters kostgalleri i Lugano i Schweiz. 
Ursprunglig ägare var affärsmannen Otto Nathan Deutsch, som flydde från Frankfurt till Amsterdam strax före andra världskrigets utbrott. Målningen lämnades då till en tysk flyttfirma, som senare påstod att målningen förstörts i en bombräd. År 1962 kompenserades arvingarna av tyska myndigheter och fem år senare dök den upp till försäljning i Lugano. I början av 1990-talet begärde arvingarna av Moderna museet att målningen skulle återlämnas i enlighet med Washingtonprinciperna. Detta fall var det första, där dessa principer prövades i Sverige.
I ett pressmeddelande 9 september 2009 informerade Moderna Museet att de nått en överenskommelse mellan museet och arvingarna till Otto Nathan Deutsch gällande Blumengarten. Målningen hade köpts av en privat europeisk samlare och sedan utlånats till Moderna museet upp till fem år. I uppgörelsen skulle Moderna museet efter fem år få möjlighet att låna ytterligare tavlor upp till fem år.